# FK Saljut Bělgorod
FK Saljut Bělgorod (rusky: Футбольный клуб «Салют» Белгород) byl ruský fotbalový klub sídlící ve městě Bělgorod. Byl založen v roce 1960. Zanikl v roce 2014 kvůli své finanční situaci.

## Historické názvy
- 1960 — Cementnik Bělgorod
- 1964 — Spartak Bělgorod
- 1970 — Saljut Bělgorod
- 1991 — Eněrgomaš Bělgorod
- 1993 — Saljut Bělgorod
- 1996 — Saljut-YUKOS Bělgorod
- 2000 — Saljut-Eněrgija Bělgorod
- 2010 — Saljut Bělgorod